# Lo-Ammi
Lo-Ammi ist im Alten Testament der jüngste Sohn des Propheten Hosea.

## Etymologie
Bei dem hebräischen Namen לֹ֣א עַמִּ֔י lo ammi handelt es sich um einen Nominalsatz. Er bedeutet „Nicht mein Volk“. Der Name verdeutlicht die Absicht JHWHs, sich von seinem Volk abzuwenden. Er bildet eine Antithese zur Bundesformel aus Ex 6,7 : „ich will euch annehmen zu meinem Volk und will euer Gott sein“
In der Septuaginta wird der Name mit οὐ-λαόσ-μου u-laos-mu wiedergegeben, was übersetzt die gleiche Bedeutung hat.

## Biblischer Bericht
JHWH beauftragt Hosea, eine Kultdirne zur Frau nehmen und Kinder zu zeugen. Diese Zeichenhandlung soll verdeutlichen, dass das Volk JHWH verlassen hat und zur Dirne geworden ist (Hos 1,2 ). Hosea gehorcht der Anweisung JHWHs und heiratet Gomer, die Tochter Diblajims. Sie gebärt ihm drei Kinder: den Sohn Jesreel, die Tochter Lo-Ruhama und den Sohn Lo-Ammi (Hos 1,4–9 ).
In dem Heilsworten Hos 2,1–3  und Hos 2,18–25  wird dieser Name aufgegriffen. In Hos 2,3  erfolgt eine Umbenennung von Lo-Ammi („Nicht mein Volk“) in Ammi („Mein Volk“). In Hos 2,25  spricht JHWH zu Lo-Ammi („Nicht mein Volk“) „Du bist mein Volk!“
Eine Anspielung auf diesen Namen findet sich in Röm 9,25–26 , wo es heißt: „Ich will das mein Volk nennen, das nicht mein Volk war, und meine Geliebte, die nicht meine Geliebte war. Und es soll geschehen: Anstatt dass zu ihnen gesagt wurde: ‚Ihr seid nicht mein Volk‘, sollen sie Kinder des lebendigen Gottes genannt werden.“ Der Name wird hier also auf die beginnende Mission von Nicht-Juden hin gedeutet.